# 上海市肺科医院
上海市肺科医院（上海市职业病防治院、同济大学附属上海市肺科医院），位于上海市杨浦区政民路507号，是三级甲等医院。

## 历史
1930年代，中国结核病高发，而当时上海尚无结核病医院。国立上海医学院院长颜福庆为此多方奔走，向社会各界募资。1933年2月，颜福庆向其学生叶子衡（叶澄衷之子）谈到上海医学院想筹建一所肺结核病医院。叶子衡乃将自己的私人花园叶家花园捐给上海医学院建立第二实习医院，专收肺科病人。1933年6月15日，澄衷医院国立上海医学院肺病疗养院成立，是上海医学院第二实习医院，颜福庆为首任院长。
1934年4月，中华慈善协会在该院内增建病房，此为中国首创的为儿童专设的肺病疗养机构。医院后被日本人占领，中國抗日戰爭結束後由上海医学院收回。
1950年11月，该院划归上海市卫生局领导，更名为“上海市立澄衷肺结核病防治院”。1953年7月，更名为“上海市立肺结核病防治院”。1957年10月，更名为“上海市立结核病防治院”。1958年4月，更名为“上海市第一结核病防治院”。1959年，被中华人民共和国卫生部指定为全国进修教育基地之一。1964年6月，该院第一次在针刺麻醉下成功实施肺切除手术，由此成为中华人民共和国国内最早开展针刺麻醉手术的临床研究单位。
1984年11月，该院更名为上海市结核病防治中心（上海市结核病防治中心第一防治院）。1987年10月，更名为上海市结核病防治中心第一防治院（上海市第一肺部肿瘤防治院）。1989年12月，更名为上海市第一肺科医院。1995年，获评为全国第一批“三级甲等医院”。1998年12月，上海市卫生局决定组建上海市疾病控制中心，并将上海市结核病中心防治所、上海市职业病防治院（临床部分）的业务和功能整合入该院，将该院更名为上海市肺科医院（上海市职业病医院）。2003年1月，成功实施亚洲第一例老年人同种异体肺移植手术。2005年3月，增设第三冠名“同济大学附属上海市肺科医院”。2013年9月，第二冠名由上海市职业病医院更名为“上海市职业病防治院”。2009年，中华人民共和国国内首例成功的活体肺移植手术在该院完成。
2005年，上海市核化救治中心成立，设在该医院，下辖核辐射事故医学应急救治队、化学中毒事故医学应急救治队。
西班牙医生迭戈·冈萨雷斯·里瓦斯是世界上首位施行单孔胸腔镜手术的外科医师。2013年，国外的冈萨雷斯作为教师来教上海市肺科医院的医生做单孔胸腔镜手术，当时上海市肺科医院胸外科4位医生合力完成中国第一例单孔胸腔镜手术。后来，上海市肺科医院成为全球单孔胸腔镜手术的推广中心。2014年至2016年，共有近300名来自美国、西班牙、德国、荷兰、俄罗斯、以色列等国的外科医生自费到上海市肺科医院参加为期两周的“单孔胸腔镜”手术学习班，或者为期数月的胸外科全科手术学习班。